# 1174 в Україні
1174 в Україні — це перелік головних подій, що відбулись у 1174 році на території сучасних українських земель. Також подано список відомих осіб, що народилися та померли в 1174 році. Крім того, зібрано список пам'ятних дат та ювілеїв 1174 року.

## Події

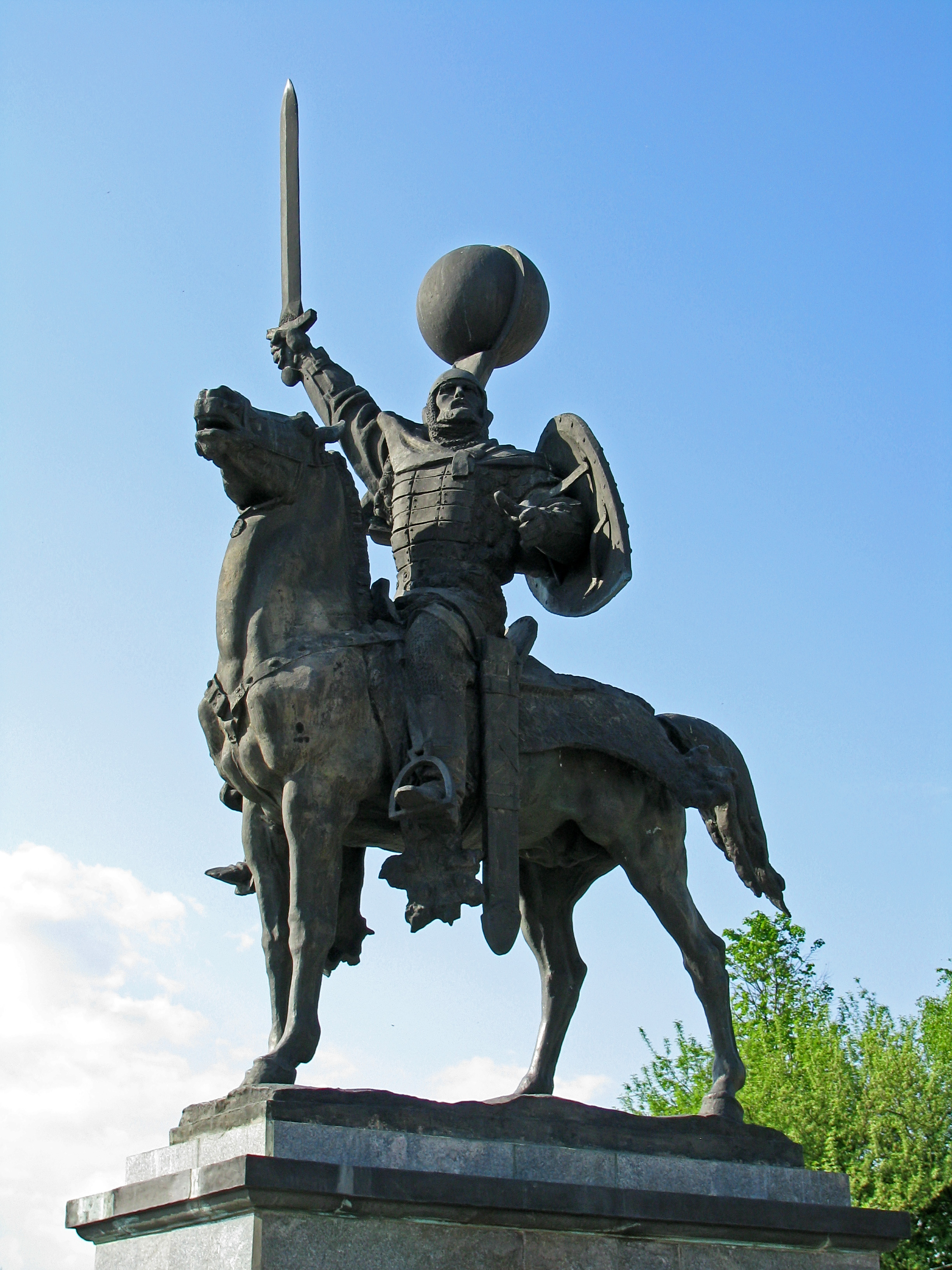
Пам'ятник князю Ігорю, Новгород-Сіверський

- 12 липня — перша письмова згадка про місто Полтава[1] — у Іпатіївському літописі описано укріплення на ріці Лтаві:

```
«на Петров день», Ігор Святославич, переслідуючи орди половецьких ханів Кобяка і Кончака, «переїхав Въросколь оу Лтави» і рушив у напрямку Переяслава, де дружина Ігоря завдала поразки половцям
[
2
]
.
```

- Луцький князь Ярослав II Ізяславич (бл. 1132 — †1180), що з 1173 року сидів на великокняжому престолі у Києві наклав велику контрибуцію на населення, за що був вигнаний звідти, тому повернувся до Луцька[3].
- березень — Чернігівський князь Святослав Всеволодович (після 1116—1194) захопив Київ, але одразу ж повернувся в Чернігів, щоб і далі правити Чернігівським князівством.
- квітень — Ростиславичі відновили на київському престолі смоленського князя Романа Ростиславича (бл. 1130-их — 1180)[4], який правив на київському престолі до 1176 року.

## Особи

### Призначено, звільнено
- Київський престол зайняв смоленський князь Роман Ростиславич[4], який був Великим київським князем до 1176 року.

## Пам'ятні дати та ювілеї
- 300 років з часу (874 рік):
  - другого походу князя Аскольда до Константинополя: було укладено мирну русько-грецьку угоду без облоги столиці Візантійської імперії[5][6]
- 150 років з часу (1024 рік):
  - жовтень — Листвинської битви між найманцями-варягами великого князя київського Ярослава Мудрого та чернігівсько-тмутороканською дружиною його брата князя Мстислава Володимировича Хороброго в якій переміг Мстислав та зберіг владу в Чернігівських землях[7].
- 75 років з часу (1099 рік):
  - битви в урочищі Рожне Поле (поблизу нинішнього міста Золочева Львівської області) в ході міжусобної війни на Русі в 1097—1100 роках, коли об'єднана галицька дружина Володаря та Василька Ростиславичів здобула перемогу над військом київського князя Святополка Ізяславича, поклавши край претензіям Києва на галицькі землі[8].
- 50 років з часу (1124 рік):
  - поділу Галичини між князями Васильковичами, з роду Василька Ростиславича, та Володаревичами.
- 25 років з часу (1149 рік):
  - захоплення Києва суздальським князем Юрієм Довгоруким[9][10][11] у ході міжусобної війни на Русі 1146—1154 років[12][13].

### Міст, установ та організацій
- 275 років з часу (899 рік):
  - заснування поселення Лтава, відомого зараз як місто Полтава[14][15]

### Видатних особистостей

#### Народження
- 150 років з часу (1024 рік):

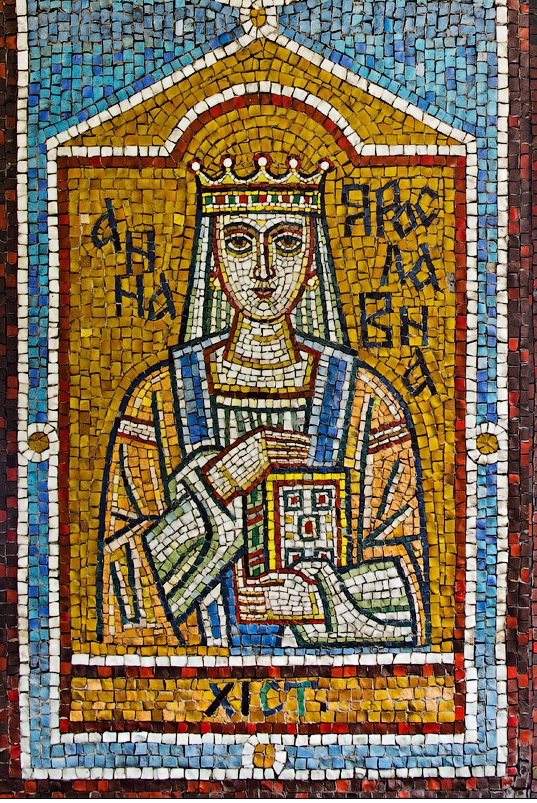
донька князя Ярослава Мудрого Анна Ярославна (1024—1079)

  - народження Анни Ярославни — королеви Франції (1051—1060 рр.); доньки князя Ярослава Мудрого і шведської принцеси Інгігерди, другої дружини французького короля Генріха I Капета. (пом.. 1079)[16].
  - народження Ізясла́ва Яросла́вича — Великого князя київського (1054—1068, 1069—1073, 1077—1078)[17]. Зять польського короля Мешка ІІ (з 1043)[17]. (пом.. 1078).
- 100 років з часу (1074 рік):
  - народження Анастасі́ї Яропо́лківни[18]) — доньки волинського князя Ярополка Ізяславича й Кунігунди фон Орламюнде, дружини мінського князя Гліба Всеславича. (пом.. 1158).

#### Смерті
- 125 років з часу (1049 рік):
  - смерті Феопемпта — Митрополита Київського і всієї Русі.
- 100 років з часу (1074 рік):

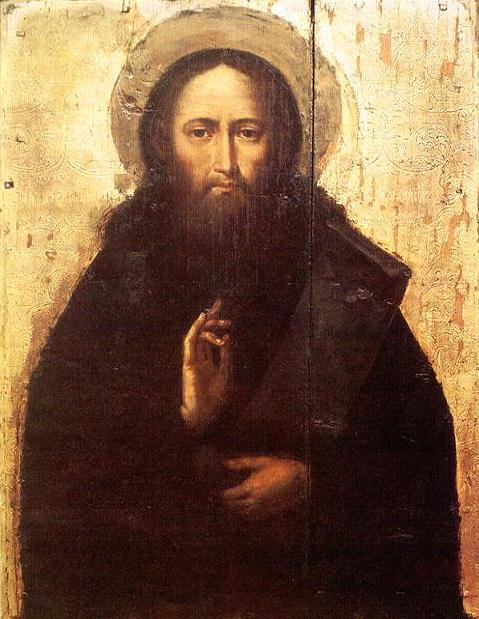
Ікона Феодосія Печерського

- - смерті Анастасії Ярославни — королеви Угорщини (1046—1061 рр.), дружини короля Андрія I; донька Ярослава Мудрого та Інгігерди. (нар.. 1023).
  - 3 травня — смерті Феодосія Печерського — ігумена Києво-Печерського монастиря, одного з основоположників чернецтва на Русі. (нар.. бл. 1009).
- 75 років з часу (1099 рік):
  - 12 червня — смерті Мстислава (Мстиславця) Святополковича — князя володимирського, ймовірно старшого сина Великого князя київського Святополка Ізяславича"[19].
- 50 років з часу (1124 рік):
  - 28 лютого — смерті Василька Ростиславича[20]) — теребовлянського князя, який разом з братами Рюриком та Володарем — один із засновників незалежного Галицького князівства. (нар.. бл. 1066).
  - 19 березня — смерті Волода́ра Ростиславича — князя звенигородського (1085—1174) та перемиського (1092—1174) з династії Рюриковичів.